# 1661 w literaturze
Wydarzenia literackie w 1661 roku.

## Nowe poezje
- polskie
  - Jan Andrzej Morsztyn, Lutnia
- zagraniczne
  - Anders Arrebo, Hexaëmeron[1]